# Kampf um Gaza im Juni 2007
Der Kampf um Gaza im Juni 2007 war eine Reihe von bürgerkriegsähnlichen Gefechten zwischen Milizen der verfeindeten palästinensischen Bewegungen Hamas und Fatah sowie den von der Fatah kontrollierten Sicherheitskräften der Palästinensischen Autonomiebehörde. Die Auseinandersetzung konzentrierte sich auf die Zeit zwischen dem 12. und 15. Juni 2007. Im Verlauf der Kämpfe gewannen die Milizen der Hamas militärisch die Oberhand über den Gazastreifen, der zu den palästinensischen Autonomiegebieten gehört.
Der seit langem schwelende Konflikt zwischen den beiden Parteien wurde zu Beginn der Kampfhandlungen wie in der Vergangenheit von beiderseitigen Aufrufen zum sofortigen Waffenstillstand begleitet. Eine offizielle Anordnung zu den Kämpfen gab es weder von der einen noch von der anderen Seite. Erst im späteren Verlauf rief der palästinensische Präsident und Fatah-Chef Mahmud Abbas zum militärischen Widerstand auf. Die politische Führung der Hamas um Ismail Haniyya kommentierte die Übernahme des Gazastreifens durch seine Milizen während der kriegerischen Auseinandersetzungen nicht.
Viele Fatah-Kämpfer flohen im Verlauf der Kämpfe nach Ägypten oder in das mehrheitlich von der Fatah kontrollierte Westjordanland. Die Übernahme des Gazastreifens durch die Hamas wurde international überwiegend als Putsch interpretiert und verurteilt. Die Situation führte zur offiziellen Auflösung der ohnehin handlungsunfähigen Regierung der nationalen Einheit, bei der Hamas und Fatah eine Art große Koalition gebildet hatten.

## Hintergrund
Die Vorgeschichte der Kämpfe im Gazastreifen liegt nicht nur im Konflikt der konkurrierenden islamistischen Hamas- und sozialistisch-säkularen Fatah-Ideologien, sondern auch in einem nicht funktionierenden Staatsapparat, seinem fehlenden Gewaltmonopol sowie verschiedenen anderen maroden Einrichtungen. Die Gründe hierfür sind vielfältig. Vor allem nach dem Tod des lange Zeit autoritär regierenden Jassir Arafat, dem Zusammenbruch des „Ein-Parteien-Staates“ unter der Fatah (als stärkster Fraktion der PLO) sowie dem Rückzug des lange dort stationierten israelischen Militärs entstand ein Machtvakuum, in dem zunächst keine der politischen Parteien die Oberhand gewinnen konnte.
Forciert wurde die zunehmende Handlungsunfähigkeit der Autonomiebehörde auch durch die anhaltende finanzielle und wirtschaftliche Notlage. Dies hatte externe Gründe wie Wirtschaftsembargos des Nachbarlandes und wichtigsten Arbeitgebers, Israel, sowie den Boykott der Hamas-Regierung seitens der Hauptgeldgeber der Palästinensischen Autonomiebehörde (PNA), der EU und den USA, aber auch interne Gründe wie eine schlecht entwickelte politische Kultur sowie ein Netzwerk aus Korruption und Vetternwirtschaft.
Die Schwäche der Autonomiebehörde spielte vor allem lokal agierenden Familienclans und Warlords in die Hände, die sich formal zu einer der beiden politischen Gruppen Hamas oder Fatah bekannten, de facto aber ihre eigenen regionalen Interessen vertraten. Die anhaltende Not unter der Zivilbevölkerung spielte außerdem religiösen Führern und islamistischen Extremisten in die Hände, die ideologisch eng mit Staaten wie dem Iran und Syrien verknüpft waren und von diesen auch unterstützt wurden. Auch das zunehmend ambivalente Auftreten der beiden größten politischen Bewegungen Fatah und Hamas trug zu einem rapiden Verlust der öffentlichen Ordnung bei.
So handelten militante Gruppierungen wie die der Fatah nahestehenden al-Aqsa-Märtyrerbrigaden oder die Hamas-nahen Qassam-Brigaden weitgehend autonom oder zumindest nicht im offiziellen Auftrag der politischen Führungen. Dies zeigte sich vor allem bei regelmäßigen Raketen- und Mörserangriffen auf israelisches Territorium, welche maßgeblich zur internationalen Isolierung des Gazastreifens beitrugen.

## Eskalation
Am 10. Juni hatten militante Hamas-Terroristen mehrere Mitglieder der Fatah festgesetzt und einen von ihnen, Muhammad Sweirki, einen Offizier der Palästinensischen Präsidialgarde, vom Dach eines 15-stöckigen Gebäudes in Gaza-Stadt geworfen. Als Vergeltungsmaßnahme griffen Fatah-Freischärler die Große Moschee an und töteten deren Imam Muhammad al-Rifati. Sie eröffneten auch das Feuer auf das Wohnhaus des Ministerpräsidenten Ismail Haniyya, der allerdings nicht zu Hause war. Außerdem wurde ein Hamas-Kämpfer vom Dach eines zwölfstöckigen Gebäudes geworfen und dabei getötet.
Am 11. Juni wurden die Wohnsitze sowohl des Führers der al-Fatah Mahmud Abbas, gleichzeitig Präsident der Palästinensischen Autonomiebehörde, als auch des Premierministers Ismail Haniyya mit Maschinengewehrfeuer, RPGs und Mörsergranaten angegriffen.

## Ablauf der Kämpfe
Über 200 Hamas-Kämpfer griffen am Dienstag, dem 12. Juni, das Fatah-Hauptquartier im nördlichen Gazastreifen mit Mörsern, RPGs und Maschinengewehren an. Am Mittwoch, dem 13. Juni, stellten Hamas-Funktionäre den Fatah-Milizen im Gazastreifen ein Ultimatum zur Aufgabe. In Beit Hanun fanden zwischen den beiden Organisationen weitere Kämpfe um die dortigen Hochhäuser statt, welche die besten Positionen für Heckenschützen boten. Bis zu diesem Zeitpunkt war es den Hamas-Kämpfern gelungen, Angehörige von al-Fatah aus dem nördlichen Gazastreifen zu vertreiben und (nach Hamas-Angaben) die Kontrolle über weite Bereiche des südlichen Gazastreifens zu erlangen. In Gaza-Stadt und Chan Yunis wurden Protestdemonstrationen unbeteiligter Zivilisten, die eine Waffenruhe forderten, von Hamas-Milizen mit Schüssen aufgelöst. Dabei wurden ein 16-jähriger Demonstrant getötet und 15 weitere verletzt.
Außerdem wurde das Haus des verstorbenen PLO-Führers Jassir Arafat, das seit 2001 nicht mehr bewohnt war, geplündert. Seine persönlichen Dokumente, seine Friedensnobelpreismedaille und die Habe seiner Witwe wurden im Zuge der Plünderung gestohlen, obwohl Chalid Maschal versprochen hatte, einen Angriff auf Arafats früheren Wohnsitz zu verhindern. Ebenfalls geplündert wurden die Wohnungen von Mohammed Dahlan und Intisar al-Wasir (Umm Dschihad), der Witwe des 1988 in Tunis durch die Israelische Luftwaffe getöteten PLO-Kämpfers Chalil al-Wazir (Abu Dschihad).
Im Laufe des 14. Juni übernahm die Hamas auch die Kontrolle über die im Süden des Streifens in der Nähe des einzigen Grenzüberganges nach Ägypten gelegene Stadt Rafah. Der Grenzübergang wird gemeinsam von israelischen, palästinensischen und europäischen Sicherheitskräften (EU BAM) kontrolliert. Das EU-Personal war aus Sicherheitsgründen bereits zuvor nach Aschkelon verlegt und der Grenzübergang geschlossen worden. Hamas-Truppen nahmen auch den Präsidentenpalast ein und in der Nacht zum 15. Juni fielen auch die letzten von der Fatah kontrollierten Stellungen im südlichen Gazastreifen.
Die Hamas-Kämpfer erbeuteten Waffen, Munition und gepanzerte Fahrzeuge, welche die Fatah-Einheiten von Jordanien und Ägypten erhalten hatten.

## Folgen
Mahmud Abbas setzte am 14. Juni Ismail Haniyya als Ministerpräsident ab und löste das erst im März ernannte Kabinett der nationalen Einheit auf. Er erklärte dann den Notstand und berief den bisherigen Finanzminister Salam Fayyad zum neuen Regierungschef, der die palästinensische Regierung bis zu Neuwahlen führen sollte. Die Hamas wiederum erklärte Abbas’ Schritt für illegal; Ismail Haniyya werde weiterhin die Amtsgeschäfte führen und den Gazastreifen regieren.
Am 17. Juni 2007 wurde die Notstandsregierung vereidigt. Präsident Abbas hatte am späten Abend des 16. Juni 2007 ein Dekret verkündet, welches es ihm erlaubte, die Vereidigung ohne Zustimmung des Parlaments vorzunehmen, in welchem die Hamas die Mehrheit hat. Da Ministerpräsident Haniyya seine Amtsenthebung nicht anerkannte und in einer Rundfunkansprache ankündigte, dass sein Kabinett weiterarbeite, ohne einen eigenen Staat im Gazastreifen auszurufen, entstand trotzdem eine De-facto-Zweiteilung der Palästinensischen Autonomiegebiete. Der Gazastreifen blieb unter der Kontrolle von Ismail Haniyya, während das Westjordanland seitdem unter der Präsidentschaft von Mahmud Abbas und der neuernannten Notstandsregierung Salam Fayyads geführt werden. Abbas-Berater Jasser Abed Rabbo nannte den Iran als Verantwortlichen für den „Putsch“ der Hamas gegen die palästinensische Regierung im Gaza-Streifen.
International stellte sich die Mehrheit der involvierten Staaten auf die Seite von Palästinenser-Präsident Abbas. Sowohl die EU, Israel, die Vereinigten Staaten als auch die Arabische Liga verurteilten die Gewalt und unterstützen die Bildung einer neuen Regierung ohne die Hamas.
Der ägyptische Staatspräsident Husni Mubarak nannte die Ereignisse in Gaza einen Coup d'état. Die ägyptische Regierung befürchtete 2007, dass sich Gaza zu einem iranischen Vorposten in der Region entwickele und dass die Führung des Gazastreifens durch die Hamas zu einem Erstarken der ihr nahestehenden Muslimbruderschaft führe, welche damals die stärkste Oppositionskraft in Ägypten bildete.

## Kriegsverbrechen
- Human Rights Watch hat beiden Seiten „brutale Verstöße gegen die fundamentalsten Prinzipien der Menschlichkeit“ vorgeworfen. Unter anderem seien gezielt Zivilisten getötet, politische Gegner und Geiseln hingerichtet und Gefangene von Hochhäusern geworfen worden. Auch völlig Unbeteiligte seien ermordet worden. Zudem sei in Krankenhäusern gekämpft und aus mit TV markierten Fahrzeugen geschossen worden.[19]

- Durch das Internationale Komitee vom Roten Kreuz wurden ebenfalls Kämpfe in und um die Krankenhäuser verurteilt. Ein Krankenhaus in Beit Hanoun musste geschlossen werden, nachdem es zu gewalttätigen Angriffen auf Patienten gekommen und ein Mann erschossen worden war, der gerade von Ärzten operiert wurde.[20]

- Auch das palästinensische Zentrum für Menschenrechte (PCHR) verurteilte die „groben Verstöße gegen internationales Kriegsrecht“, darunter das Foltern und Töten von Gefangenen und Zivilisten, den Kampf in Häusern und öffentlichen Einrichtungen, Angriffe auf friedliche Demonstranten sowie Plünderungen.[21]